# Aviation sans frontières
Pour les articles homonymes, voir ASF.
Aviation sans frontières (ASF) est une ONG créée en 1980, utilisant le réseau aérien ainsi que sa propre flotte pour venir en aide aux plus démunis.
Reconnue d’utilité publique, c'est la première organisation non gouvernementale titulaire d’un Certificat de Transporteur Aérien européen. Elle est partenaire du Conseil économique et social des Nations unies ainsi que de la Direction Générale Aide Humanitaire et Protection Civile de la Commission européenne.

## Historique
En 1968, lors du conflit du Biafra, quelques pilotes et mécaniciens d’Air France effectuent un pont aérien pour porter secours aux victimes. La guerre provoque en effet une famine dévastatrice à l’intérieur du pays, et les vivres envoyés par l’aide internationale restent bloqués dans les ports. À l’aide d'un Lockheed Super Constellation immatriculé F-BRAD, ils apportent des vivres et des médicaments aux populations en détresse, et effectuent des évacuations sanitaires,.
C’est alors que Aviation sans Frontières va officiellement faire son apparition, en 1980, dans le but de faciliter les actions humanitaires nécessitant des déplacements importants, telle que l’assistance aux victimes de catastrophes naturelles ou humaines.   

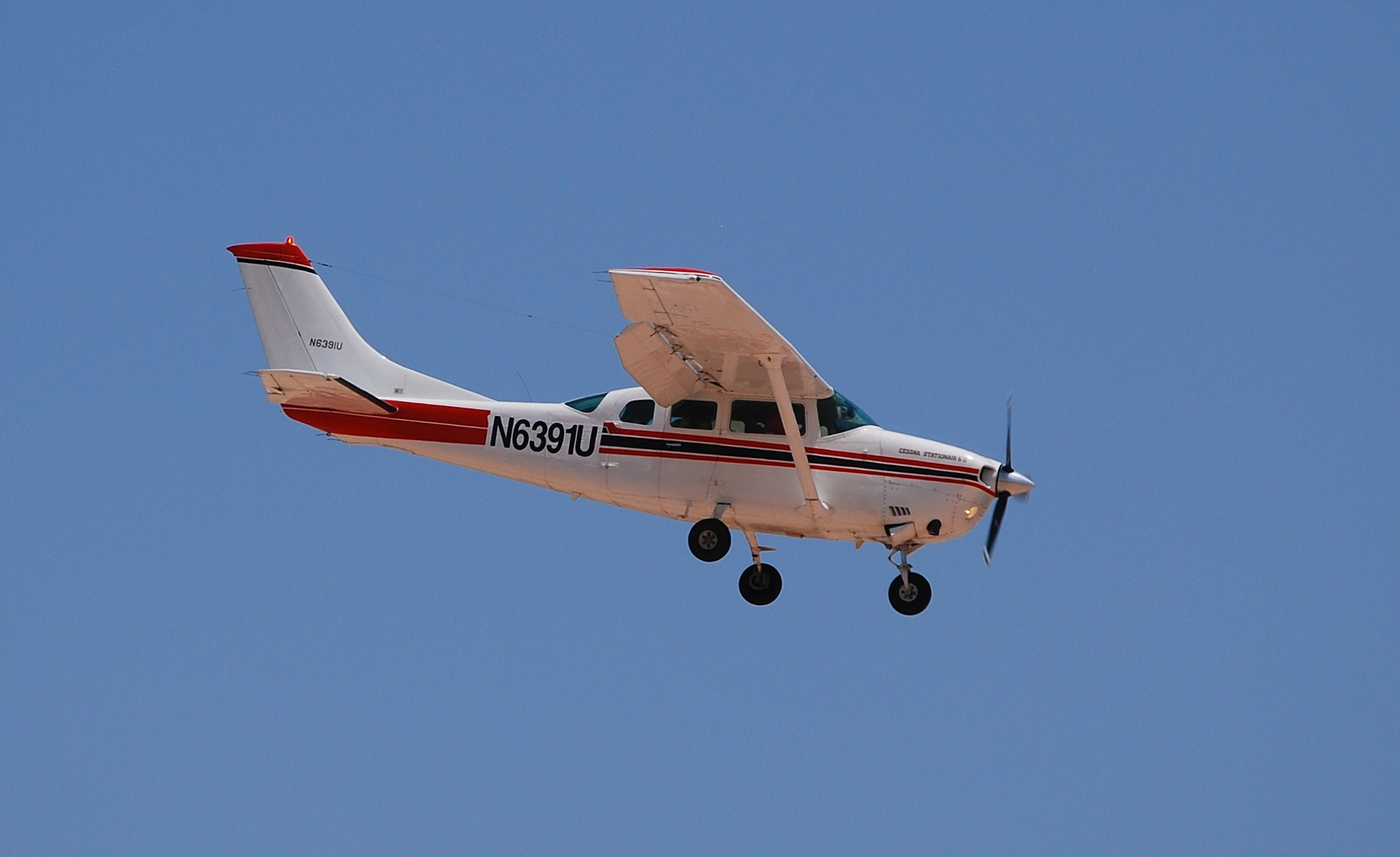
Un Cessna 206, similaire à la première acquisition d'ASF.

 À cette époque, Aviation sans frontières ne possède pas encore d’avion ; le Centre d’exploitation postale d’Orly met à sa disposition deux gros porteurs lorsque ces appareils ne volent pas. En 1981, Aviation sans frontières acquiert son premier avion, un Cessna 206 grâce auquel des missions humanitaires seront menées dans plus de 10 pays d’Afrique[réf. souhaitée].
En 1982, Aviation sans frontières crée la mission baptisée « Les Cigognes », puis par la suite « Accompagnements d’Enfants Malades ». L'idée résulte de la rencontre d’un couple sur le point d’adopter un enfant haïtien et d’une navigante d’Air France qui propose d’utiliser ses billets à tarif réduit afin de faciliter la venue de cet enfant. Aujourd’hui, Aviation sans frontières prend uniquement en charge des enfants nécessitant des soins en urgence[réf. souhaitée].
En 1985, Aviation sans frontières lance une nouvelle mission appelée « Pélicans ». L’activité est renommée « Colisage » en 1991, puis « Messagerie Médicale » en 2008. Quelques jours après l’installation d’Aviation sans frontières dans ses premiers locaux, un colis est déposé sur une table avec une demande d’acheminement. Un des commandants de bord se charge de l’envoi et déclenche, sans s’en douter, cette nouvelle activité. Le « Fret Humanitaire » est également créé cette même année : lorsque les envois ne correspondent pas aux normes imposées par la « Messagerie Médicale », l’aide est acheminée par le « Fret Humanitaire ». En fonction du volume et de la destination, Aviation sans frontières est en mesure de mettre en place un fret aérien ou maritime[réf. souhaitée].
Le 21 décembre 1989, un avion Britten est abattu à Aweil au Soudan du Sud (Attentat d’Aweil contre Médecins sans frontières), par un missile peu après le décollage de l’avion. À son bord se trouvent 3 Français, Yvon Féliot, pilote d’Aviation sans frontières, Jean-Paul Bescond, médecin, et Laurent Fernet, logisticien, travaillant tous les deux pour Médecins sans frontières (MSF) ainsi que Frazer Ariyamba, technicien du Programme alimentaire mondial (PAM). Aucun d’entre eux ne survit.
En 1993, l’ONG est reconnue d’utilité publique.
En 1994, en mission au Cambodge, le Cessna 206 reçoit un projectile mortel pour l’ingénieur agricole malaisien assis à côté du pilote[réf. souhaitée].
Cette même année, Aviation sans frontières crée sa première mission réservée exclusivement à la France, « Les Ailes du Sourire» dont l’objectif est de concrétiser le rêve de personnes souffrant de handicap afin de leur faire découvrir l’aviation. Trois délégations régionales voient le jour : Midi-Pyrénées en 1999, Sud-Est en 2000 et Ouest en 2003[réf. souhaitée]. 
En 2005, elle devient partenaire du Conseil économique et social des Nations unies.
En 2007, la mission des « Accompagnements de Réfugiés » voit le jour. L’ONG signe, fin 2006, un partenariat avec l'Office des migrations internationales (OIM). Les premiers réfugiés que les accompagnateurs bénévoles d’Aviation sans frontières prennent en charge sont des Bhoutanais contraints, dans les années 1990, de quitter leur pays à la suite de l'application d'une loi sur la citoyenneté empêchant les personnes d'origine népalaise de vivre au Bhoutan[réf. souhaitée].
En 2008, Aviation sans frontières crée sa seconde mission en France, « e-Aviation ». Son objectif est de sensibiliser des élèves de primaire, collège ou lycée et plus particulièrement ceux en rupture sociale, scolaire ou familiale, au monde de l’aéronautique et de leur présenter la multitude de ses métiers, ainsi que les filières qui y conduisent. Ce programme se traduit également par la pratique du simulateur Flight Simulator[réf. souhaitée].
En 2012, elle devient la première ONG à recevoir un Certificat de Transporteur aérien (CTA) européen[réf. souhaitée]. L’année suivante, elle est labellisée IDEAS.
En 2014, Aviation sans frontières devient partenaire de la Direction Générale Aide Humanitaire et Protection Civile de la Commission européenne[réf. souhaitée].
Le 12 septembre 2019, l’astronaute Thomas Pesquet devient le parrain de l'association,,.
Dans le cadre du soutien aux soignants pour endiguer la pandémie de Covid-19, l'association lance sous la houlette de Gérard Feldzer un site internet de soutien aux soignants pour les aider à se déplacer gratuitement en avion privé mis à disposition par des partenaires.

## Objectif et Principes
Ces principes sont la responsabilité, la transparence, la neutralité, la qualité ainsi que la sécurité[réf. souhaitée].

## Missions

### Missions Avions
Aviation sans frontières répond aux mêmes standards que n’importe quelle compagnie aérienne certifiée[réf. souhaitée].
Deux avions Cessna Caravan permettent d’apporter un soutien logistique aux ONG, d’effectuer des évacuations d’urgence et de transporter du personnel médical et des produits pharmaceutiques[réf. souhaitée].
En 2016, 1115 heures de vol ont été relevés avec leur propre avion et 2263 passagers ont été comptabilisés aussi que 63,8 tonnes de matériel d’aide d’urgence qui ont été acheminés vers plus de 90 bénéficiaires, que cela soit en République démocratique du Congo ou République centrafricaine[réf. souhaitée].

### Accompagnements d’Enfants Malades
Aviations sans Frontières a aussi comme mission le transport d’enfants malades, principalement souffrant de pathologies graves dans le but de leur donnés accès à de soins qu’ils n’ont pas dans leurs pays. Prise en charge d’enfants en urgence de soins, sur des vols réguliers, depuis leur pays vers l’Europe afin d’être opérés, et raccompagnement après leur opération dans leur pays.
Depuis une trentaine d’années, plus de 1700 enfants ont été transportés par plus d’une centaine de bénévoles de l’ONG et sur l’année 2016, ces missions ont permis la prise ne charge de 1498 enfants malades et cela a entraîné la mobilisation de 347 accompagnateurs bénévoles[réf. souhaitée].

### Messagerie Médicale
Acheminement de médicaments et de petits matériels, sur des vols réguliers, à destination du monde entier, en faveur de dispensaires, d’hôpitaux… En 2016, 6905 colis ont été expédiés dans 26 pays, soit 28 tonnes de matériel et cela a l’aide de 50 bénévoles[réf. souhaitée].

### Accompagnements de Réfugiés
Accompagnements de personnes contraintes de fuir leur pays, sur des vols internationaux, vers leur nouveau pays.
Depuis 2006, l'OIM délègue à Aviation sans frontières des accompagnements de réfugiés. Depuis le début de cette entente, plus de 7000 réfugiés ont été accompagnés[réf. souhaitée].

### Fret Humanitaire
Envoi de volumes importants de matériel en urgence, en collaboration avec des compagnies de fret, au profit d’associations humanitaires.

### Les Ailes du Sourire
Organisation de journées découverte aéronautique, en partenariat avec 19 aéro-clubs, à des personnes handicapées, initiation à la navigation, à la météorologie et d'un baptême de l’air.

### e-Aviation
Aviation sans frontières en France permet à des personnes handicapées de voler et donc découvrir ce domaine et cela à travers des journées découvertes qui sont organisées à travers la France. Cela peut se faire grâce à la présence d’antennes de l’ONG à travers la France, tel qu'à Caen depuis 2016,.

## Flotte
Avion Sans Frontières possède deux avions Cessna Caravan basés en Afrique.

## Marraine
La chanteuse Anggun succède au photographe Yann Arthus-Bertrand[réf. souhaitée].

## Comité d’honneur
Le comité d'honneur se compose des personnalités suivantes :
- Adriana Domergue :présidente de l'Association françaises des femmes pilotes ;
- Alain Deloche : fondateur et ancien président de La Chaîne de l'espoir ;
- Bertrand Piccard : aéronaute et initiateur du projet Solar Impulse ;
- Catherine Maunoury : directrice du Musée de l’air et de l’espace ;
- Francine Leca : fondatrice de Mécénat Chirurgie cardiaque ;
- Jean-Michel Vernhes : président du directoire de l’Aéroport de Toulouse-Blagnac
- Marc Gentilini : ancien président de la Croix-Rouge française et fondateur l’Organisation panafricaine de lutte pour la santé ;
- Xavier Emmanuelli : fondateur du SAMU social et ancien secrétaire d’État chargé de l’action humanitaire d’urgence.